# 利奇菲爾德章克申 (亞利桑那州)
利奇菲爾德章克申（英語：Litchfield Junction）是位於美國亞利桑那州馬里科帕縣的一個非建制地區。該地的面積和人口皆未知。

## 地理
利奇菲爾德章克申的座標為33°25′21″N 112°21′46″W / 33.42250°N 112.36278°W，而該地的平均海拔高度為294米（即965英尺）。